# Chrysochlamys
Chrysochlamys é um género botânico pertencente à família Clusiaceae.

## Sinonímia
- Balboa Planch. & Triana
- Tovomitopsis Planch. & Triana

## Espécies
Apresenta 44 espécies:
| - Chrysochlamys allenii - Chrysochlamys alterninervia - Chrysochlamys angustifolia - Chrysochlamys balboa - Chrysochlamys bracteolata - Chrysochlamys caribaea - Chrysochlamys clusiafolia - Chrysochlamys clusiaefolia - Chrysochlamys clusiifolia - Chrysochlamys clusioides - Chrysochlamys colombiana - Chrysochlamys conferta - Chrysochlamys costa - Chrysochlamys costaricana - Chrysochlamys cuneata | - Chrysochlamys dependens - Chrysochlamys eclipes - Chrysochlamys floribunda - Chrysochlamys glauca - Chrysochlamys gloriosa - Chrysochlamys goudotii - Chrysochlamys grandifolia - Chrysochlamys guatemaltecana - Chrysochlamys guatemalticana - Chrysochlamys laxa - Chrysochlamys macrophylla - Chrysochlamys membranacea - Chrysochlamys membrillensis - Chrysochlamys micrantha - Chrysochlamys multiflora | - Chrysochlamys myrcioides - Chrysochlamys nicaraguensis - Chrysochlamys pachypoda - Chrysochlamys pauciflora - Chrysochlamys pavonii - Chrysochlamys psychotriaefolia - Chrysochlamys psychotriifolia - Chrysochlamys silvicola - Chrysochlamys skutchii - Chrysochlamys standleyana - Chrysochlamys tenuifolia - Chrysochlamys tenuis - Chrysochlamys ulei - Chrysochlamys weberbaueri |

## Nome e referências
Chrysochlamys Poepp.